# Fosse no 10 des mines de l'Escarpelle
La fosse no 10 de la Compagnie des mines de l'Escarpelle est un ancien charbonnage du Bassin minier du Nord-Pas-de-Calais, situé à Leforest. Il s'agit de la dernière fosse ouverte par la Compagnie, mais aussi de sa fosse la plus septentrionale. Lors de sa mise en service, elle reprend l'exploitation de la fosse no 6. En parallèle, des cités sont construites au nord et au sud du carreau.
Après la Nationalisation, un lavoir est ouvert en 1952, mais il est arrêté en 1968, et détruit six ans plus tard. La fosse cesse d'extraire en 1976. Elle assure alors l'aérage de la fosse no 9, et lui sert également de puits de secours. La fosse ferme en même temps que la fosse no 9 le 26 octobre 1990, un peu moins de deux mois avant la fosse no 10 du Groupe d'Oignies. Le puits est remblayé en 1991.
Le chevalement est détruit le 11 mars 1992. De la fosse, seuls subsistent les bureaux et le logement du garde. Le terril conique no 122 a été conservé, alors que le terril no 122A, et le cavalier minier qui y mène no 212 ont été exploités, mais subsistent encore. Les terrils cavaliers nos 212A et 212B ont en revanche complètement disparu. Les cités ont été rénovées, des lotissements ont été construits sur la partie ouest du carreau de fosse, alors que la partie est est partiellement occupée par des entreprises.

## La fosse

### Exploitation
La fosse no 10 est la dernière mise en service par La Compagnie des mines de l'Escarpelle, en 1923, au nord de Leforest. Des accrochages sont ouverts en septembre 1923 à 220 et 310 mètres, alors que le puits atteint 400 mètres. Un chevalement haut de 45 mètres est installé, ainsi qu'un chemin de fer ralliant la fosse no 10 à la fosse no 6, puis à la ligne Paris-Nord - Lille et au réseau de la Compagnie, un criblage, un château d'eau, une lampisterie pour 1 500 personnes, un encagement et un décagement automatique. La fosse no 6, située 1 385 mètres au sud-sud-est, sert alors à l'aérage, alors que la fosse no 10 assure l'extraction. La production est de 1 200 tonnes par jour en 1938.
En 1946, l'extraction se fait entre les étages de 226 et 300 mètres. En 1964, la fosse exploite entre le tourtia et 270 mètres et prépare un nouvel étage à 370 mètres. En août 1965, le nouvel étage à 370 mètres est mis en route, en remplacement de celui de 270 mètres qui a duré trente ans. Le 24 mars 1969, cinq mineurs empruntent une cage de bure qui s'écrase 80 mètres plus bas. Les cinq hommes sont tués, laissant cinq veuves et seize orphelins. La fosse remporte le prix régional de productivité en 1972 et cesse d'extraire le 16 novembre 1976 après avoir remonté 11 874 000 tonnes de charbon. Elle assure alors l'aérage de la fosse no 9, située à Roost-Warendin, à 4 795 mètres au sud-est. Le puits profond de 414 mètres est remblayé au début de l'année 1991. Le chevalement est abattu le mercredi 11 mars 1992 à 15 h 50. Le 7 décembre 2013 est inaugurée une plaque commémorative sur le clocher de l'église Saint-Nicolas.

### Reconversion
Au début du XXIe siècle, Charbonnages de France matérialise la tête de puits. Le BRGM y effectue des inspections chaque année. Le carreau de fosse est progressivement reconverti en zone industrielle pour la partie est, et en lotissements pour la partie est. De la fosse, il ne subsiste plus que les bureaux et le logement du garde.

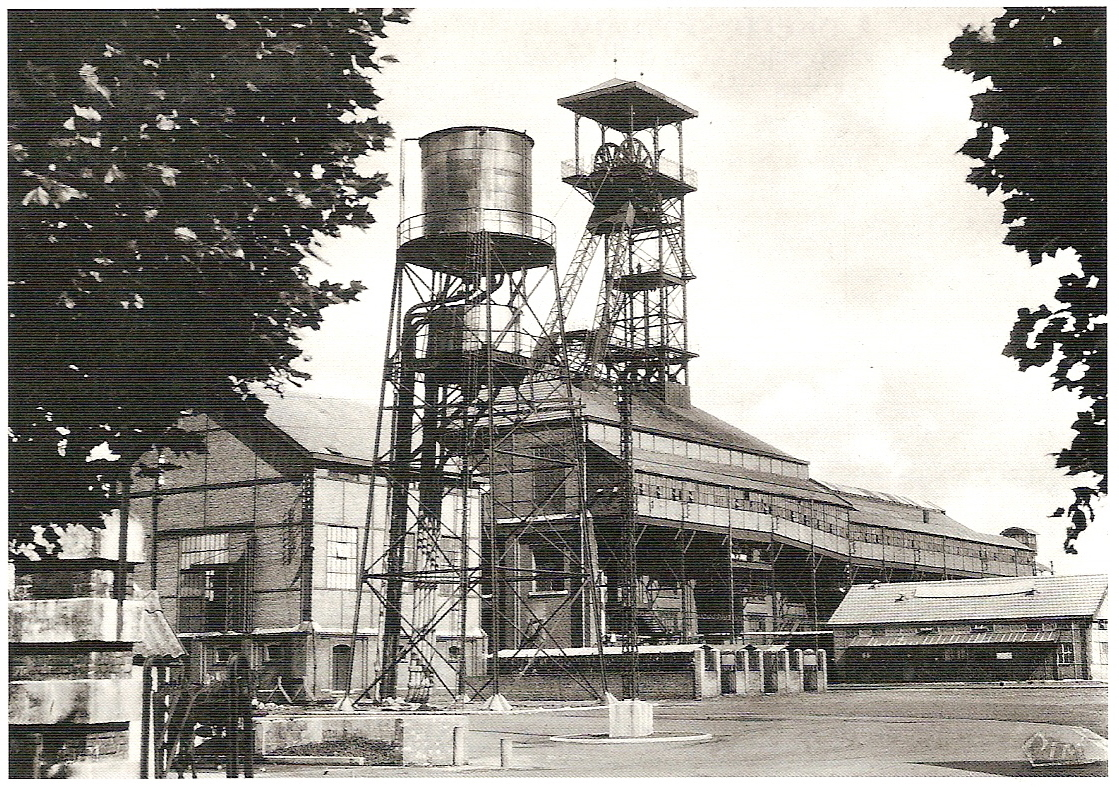
La fosse no 10 vers 1950.
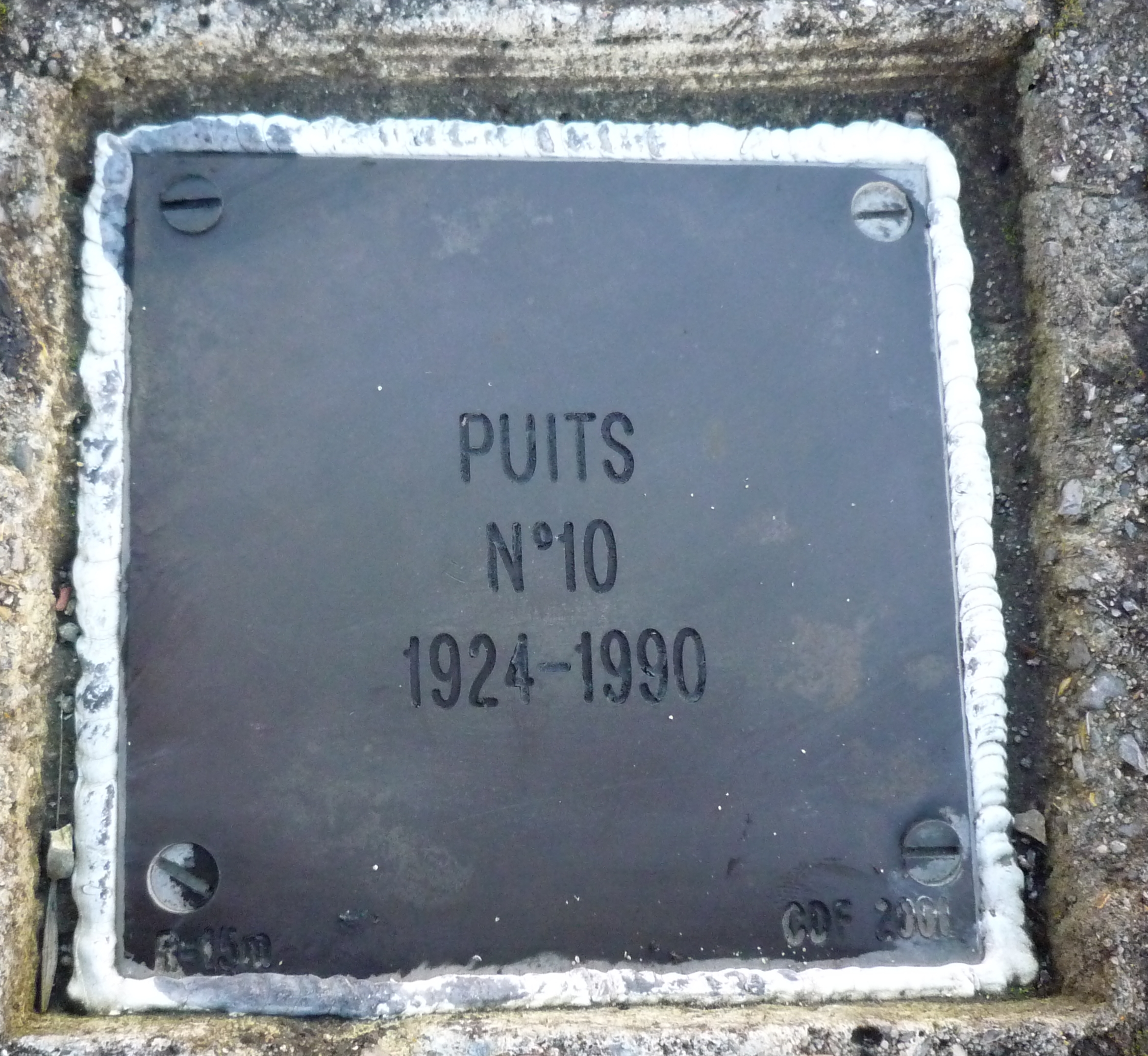
La plaque indique 1924-1990.
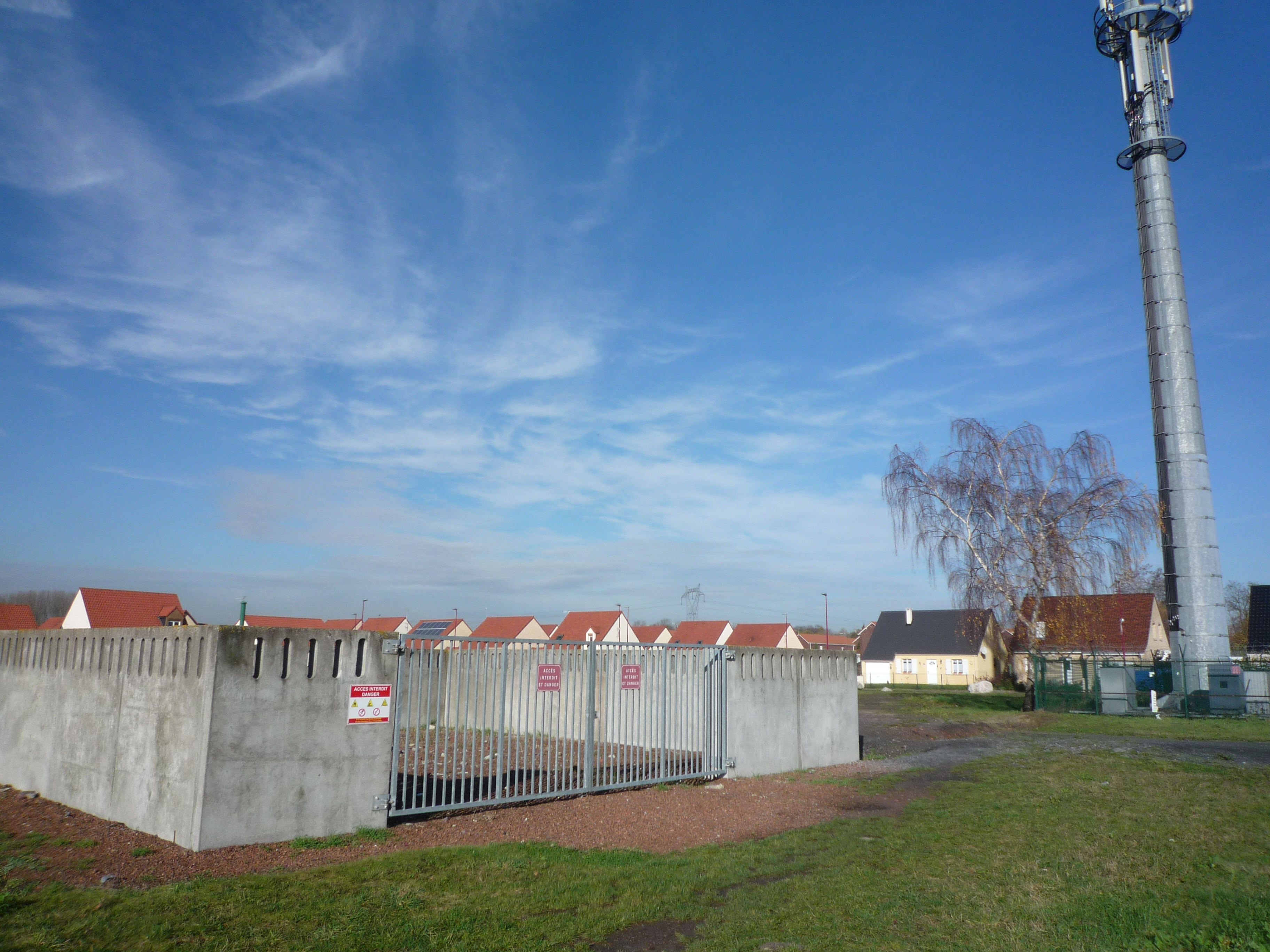
Le puits est équipé d'un exutoire de grisou.
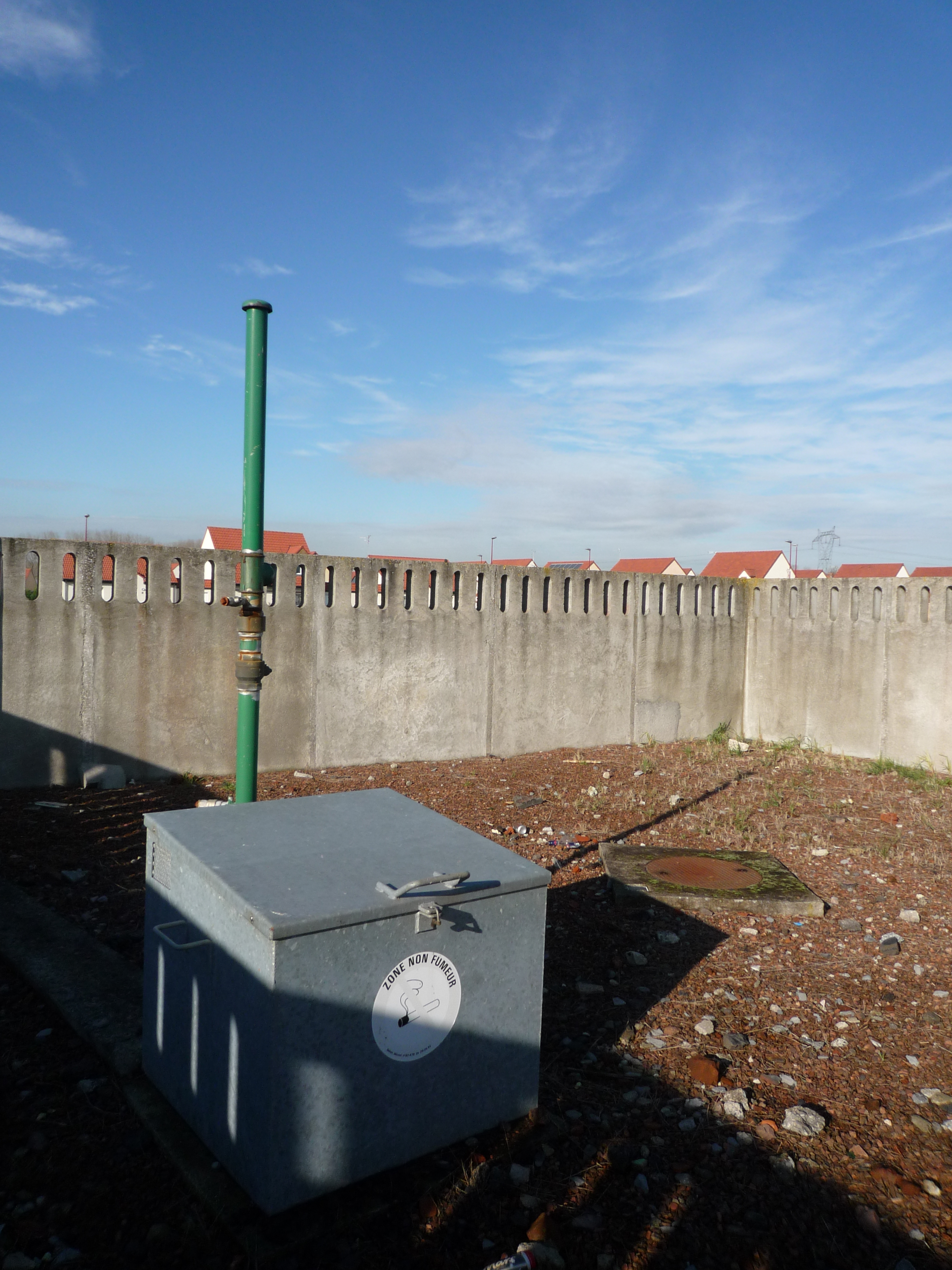
L'exutoire de grisou, et la tête de puits en arrière-plan.
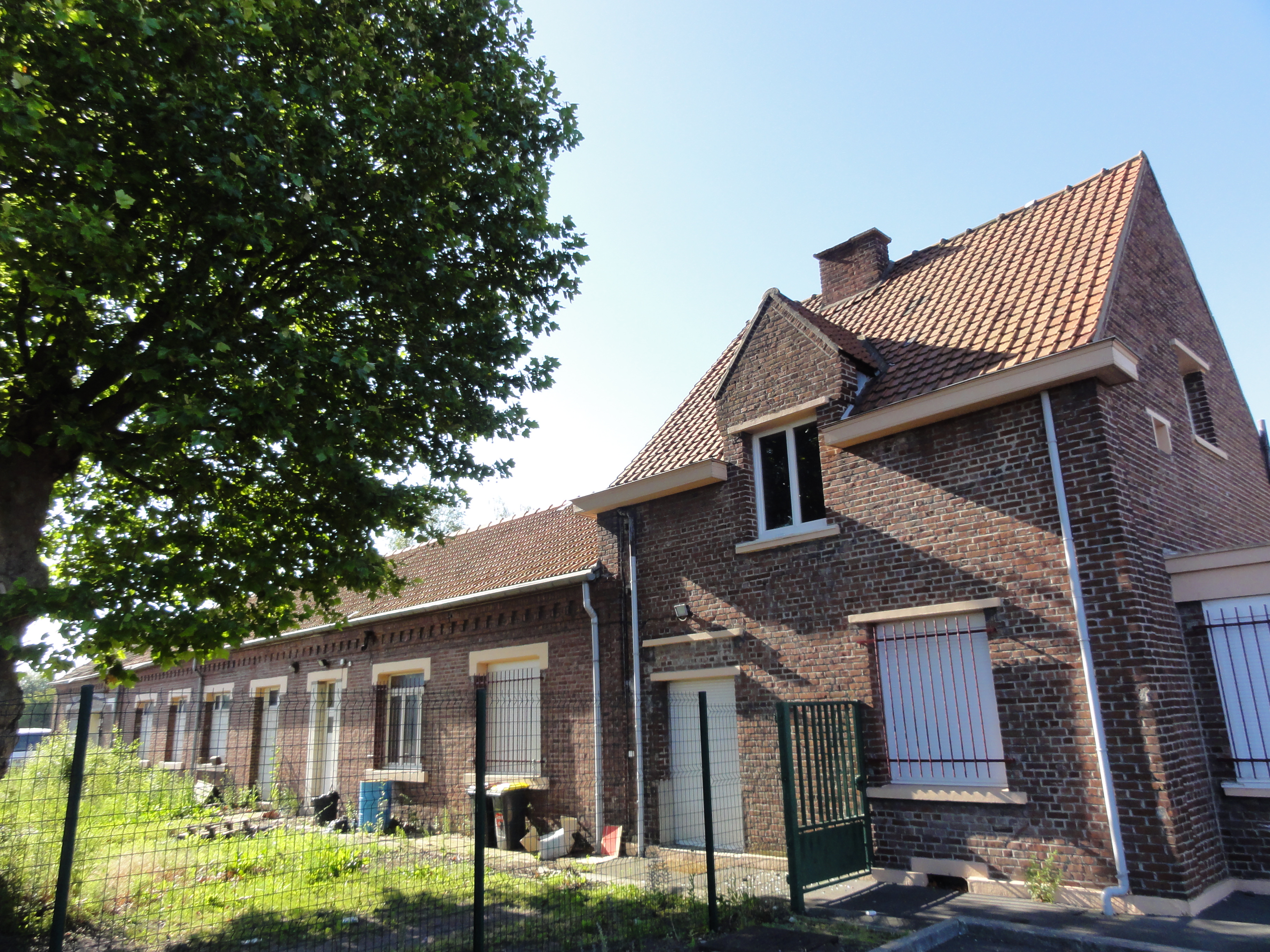
Les bureaux et la maison du garde.
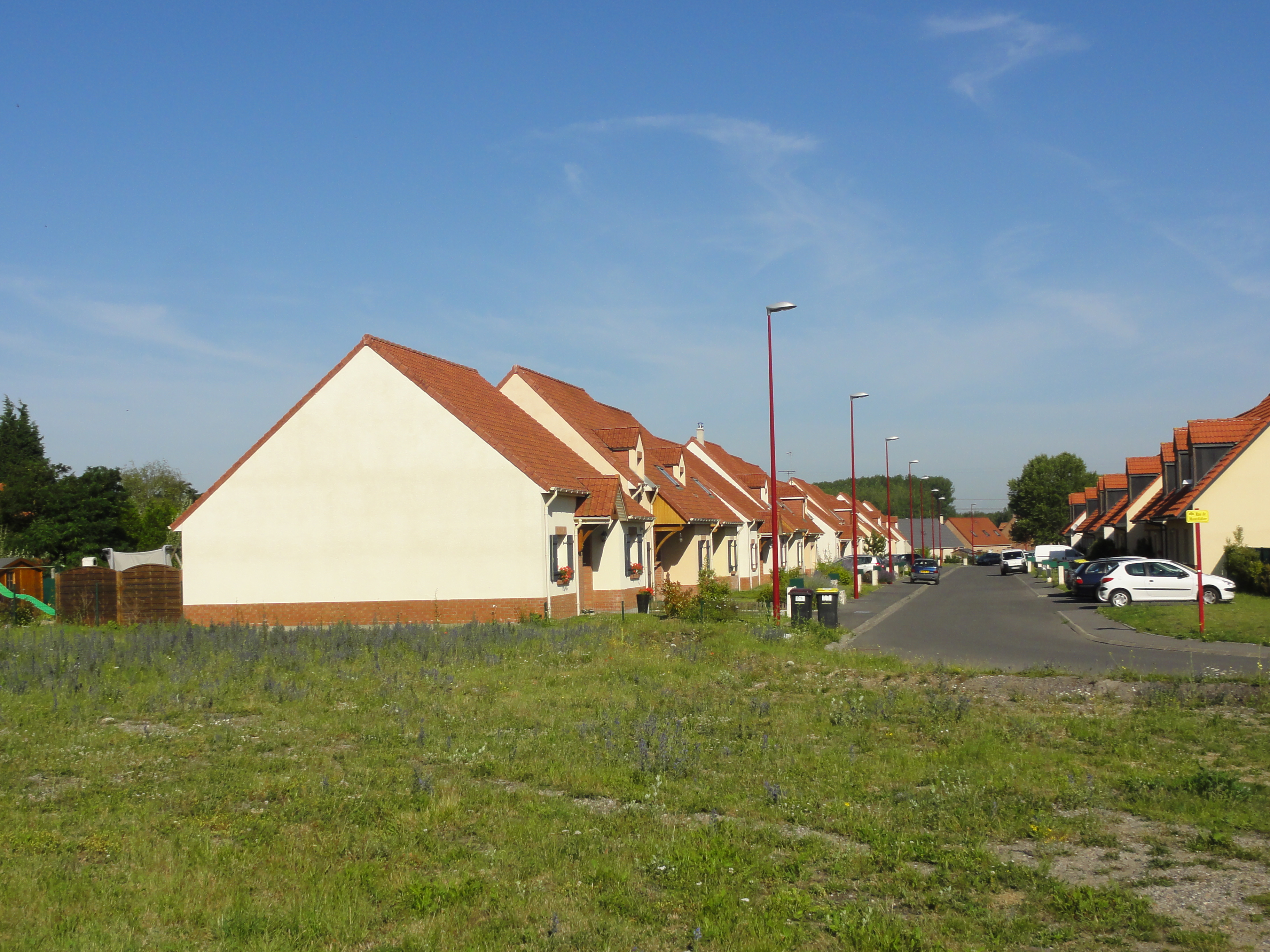
Lotissements construits sur le carreau.
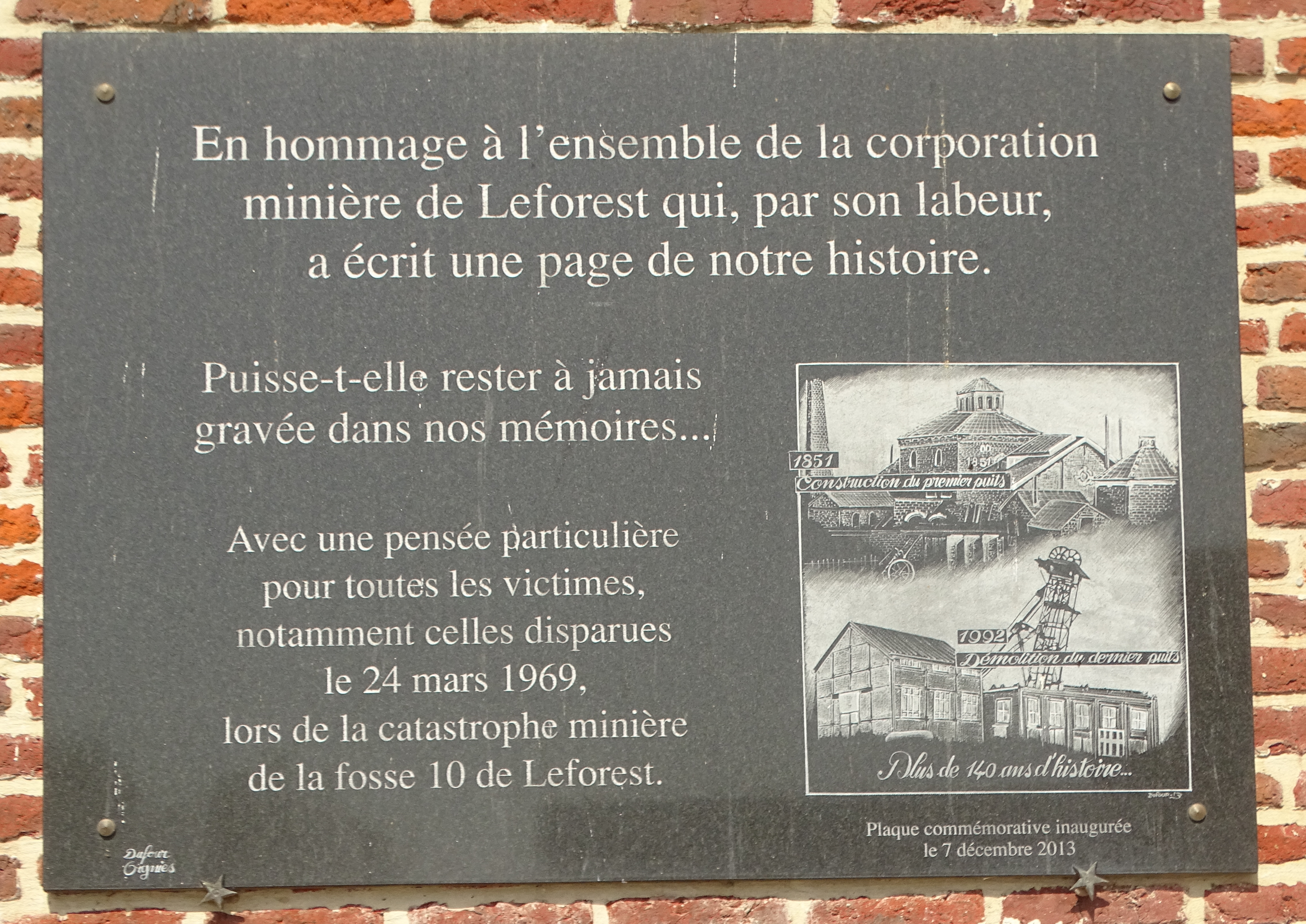
La stèle apposée sur l'église.

## Les terrils
Cinq terrils sont rattachés à la fosse no 10. Trois d'entre eux sont des cavaliers miniers.

### Terrilno122, 10 de l'Escarpelle Est
50° 26′ 57″ N, 3° 03′ 50″ E
Le terril no 122, situé à Leforest, est le terril conique de la fosse no 10 des mines de l'Escarpelle. Il est entièrement boisé.

### Terrilno122A, 10 de l'Escarpelle Ouest
50° 26′ 50″ N, 3° 03′ 40″ E
Le terril no 122, situé à Leforest, est le terril plat de la fosse no 10 des mines de l'Escarpelle. Il est boisé, et a été exploité.

### Terrilno212, Cavalier du 10 de l'Escarpelle
50° 26′ 44″ N, 3° 03′ 36″ E
Le terril no 212, situé à Leforest, est le terril cavalier qui reliait la fosse no 10 des mines de l'Escarpelle à ses terrils nos 122 et 122A. Il a été exploité, mais le site est toujours un moyen d'accéder aux terrils.

### Terrilno212A, Cavalier du 10 de l'Escarpelle
50° 25′ 19″ N, 3° 04′ 14″ E
Le terril no 212A, disparu, situé à Roost-Warendin, était un terril cavalier situé au nord de la ligne Paris-Nord - Lille.

### Terrilno212B, Cavalier du 10 de l'Escarpelle
Le terril no 212B, disparu, situé à Auby, était un terril cavalier.

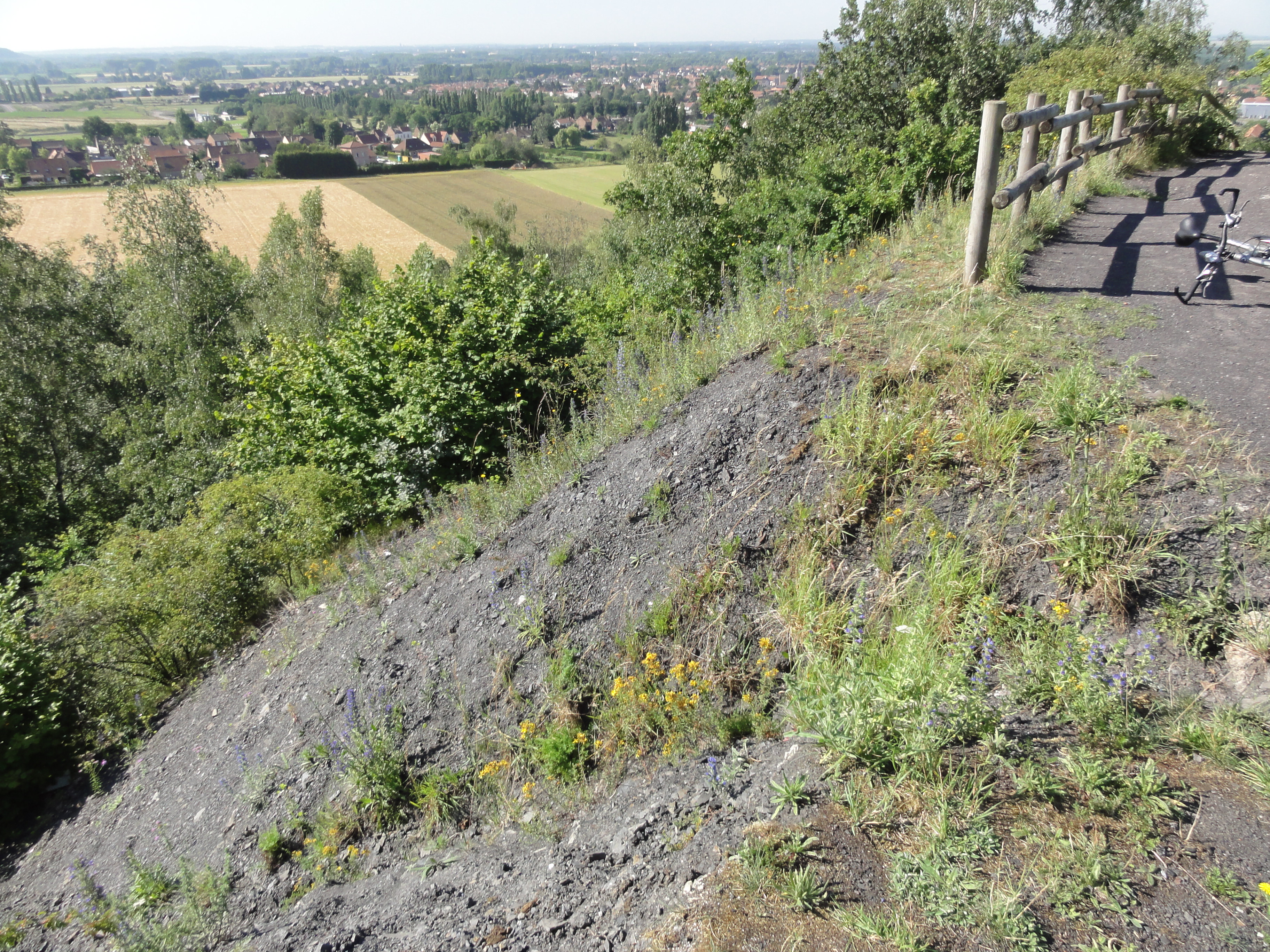
Le terril no 122.
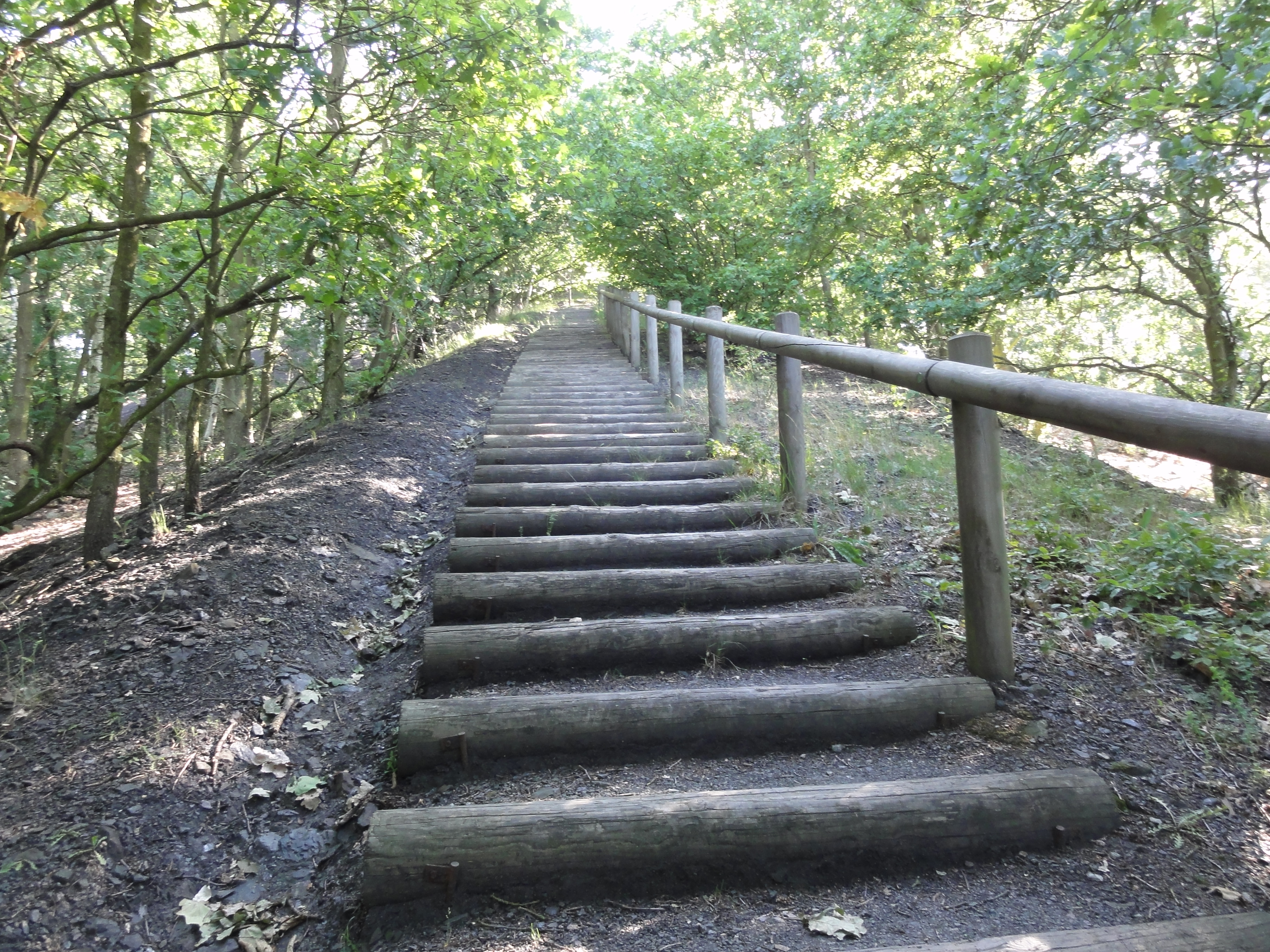
L'escalier menant au sommet du terril no 122.
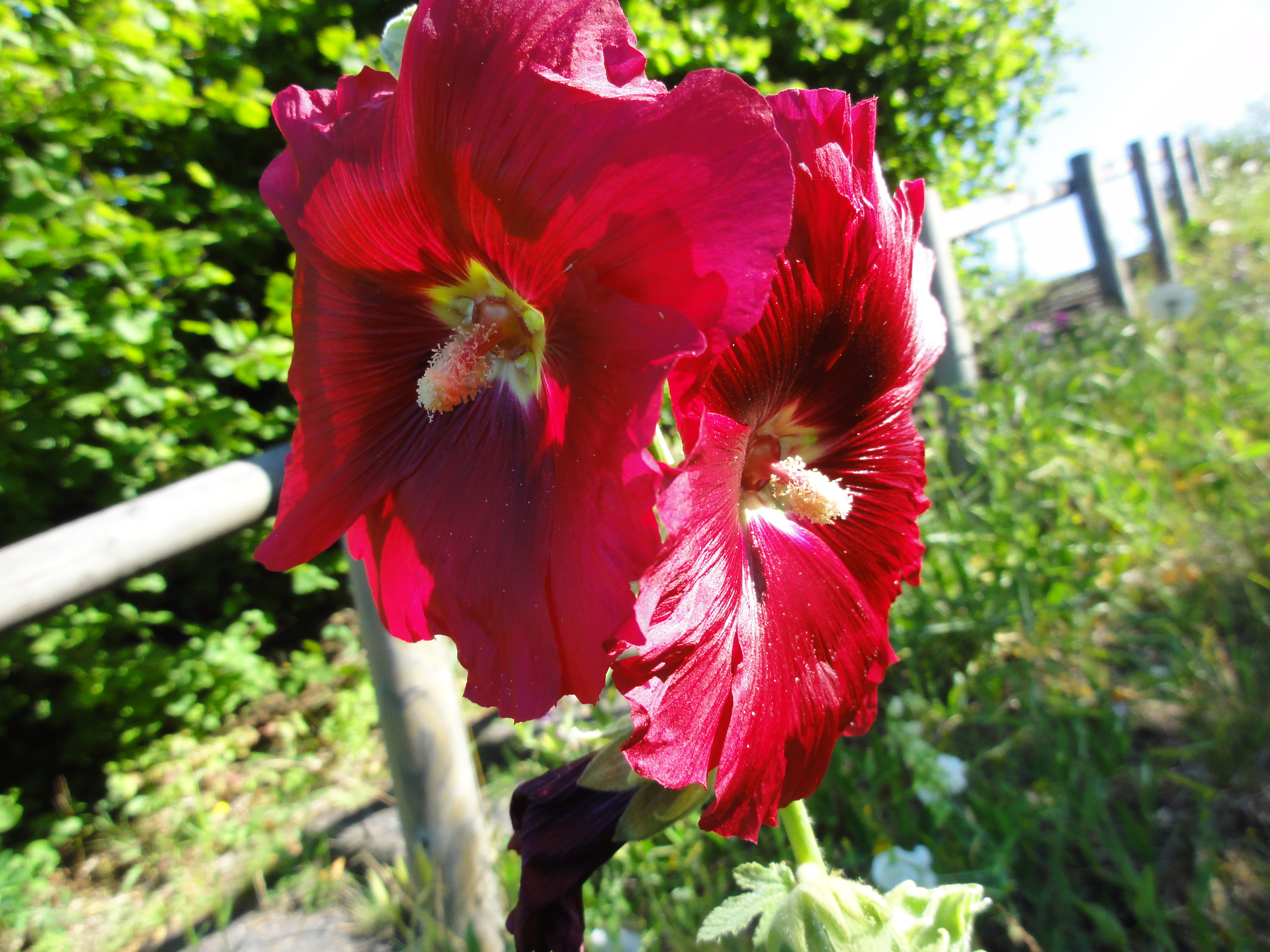
De nombreuses espèces végétales sont présentes sur le terril no 122.
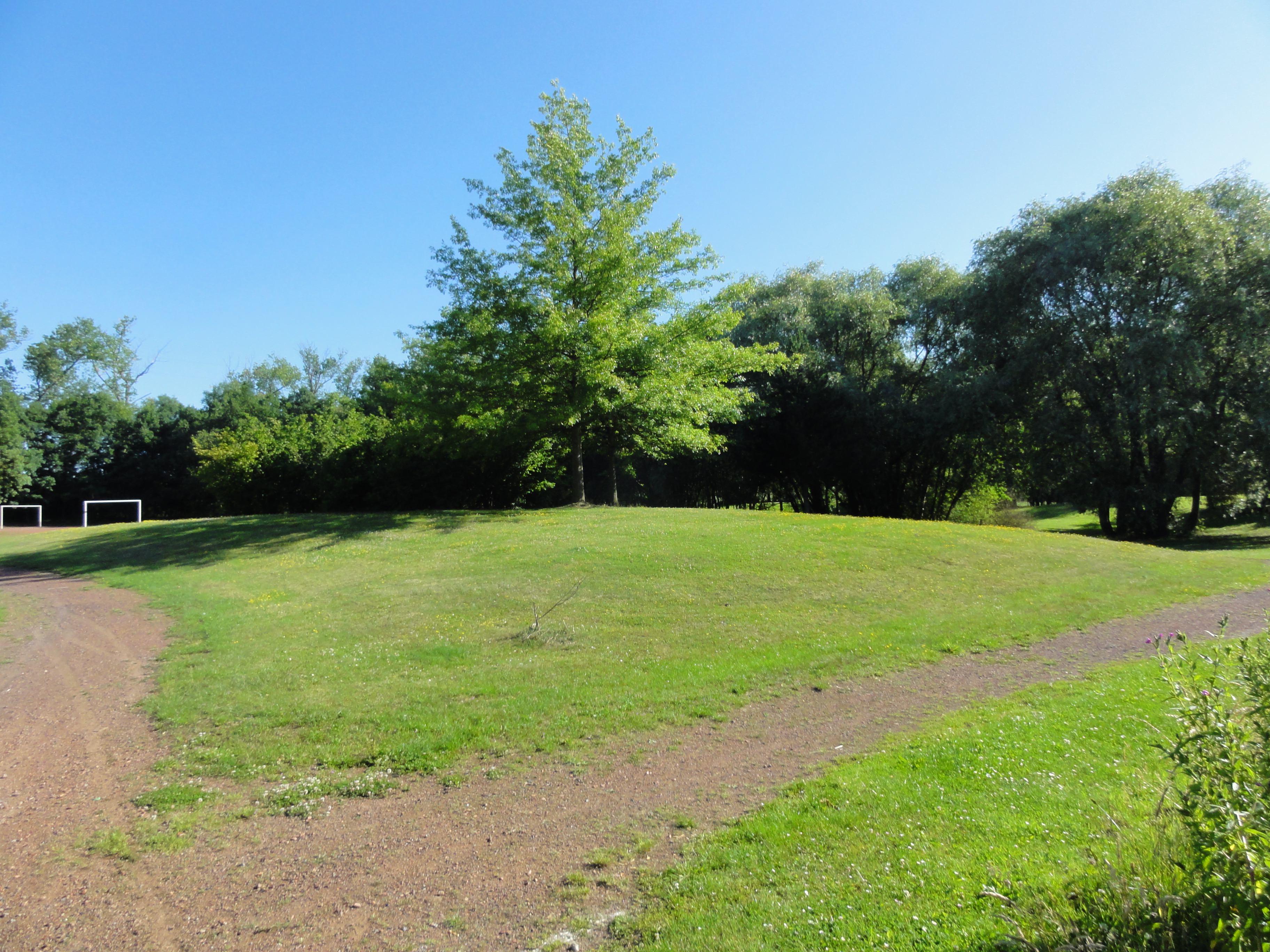
Le terril no 122A.
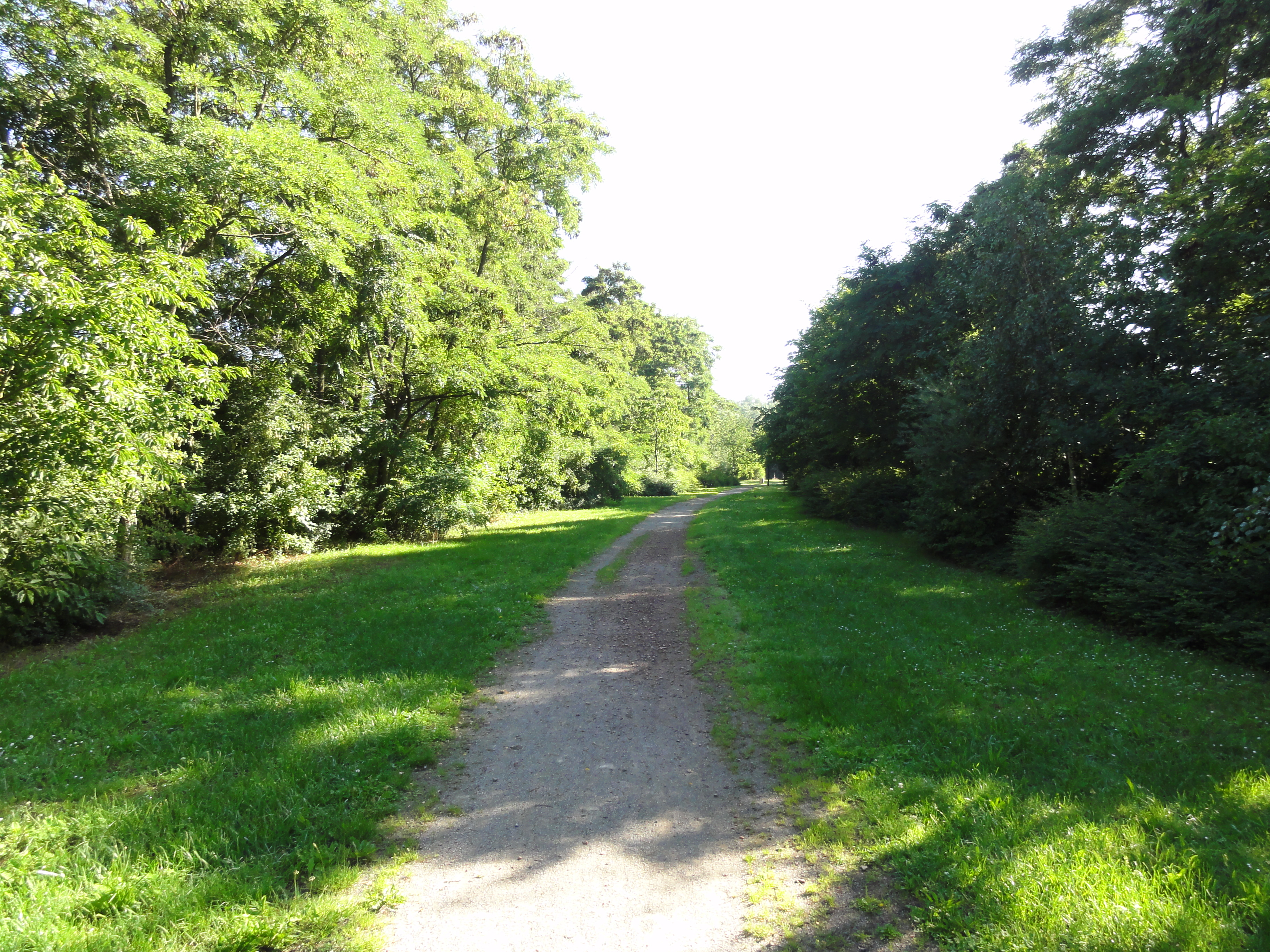
Le terril no 212.
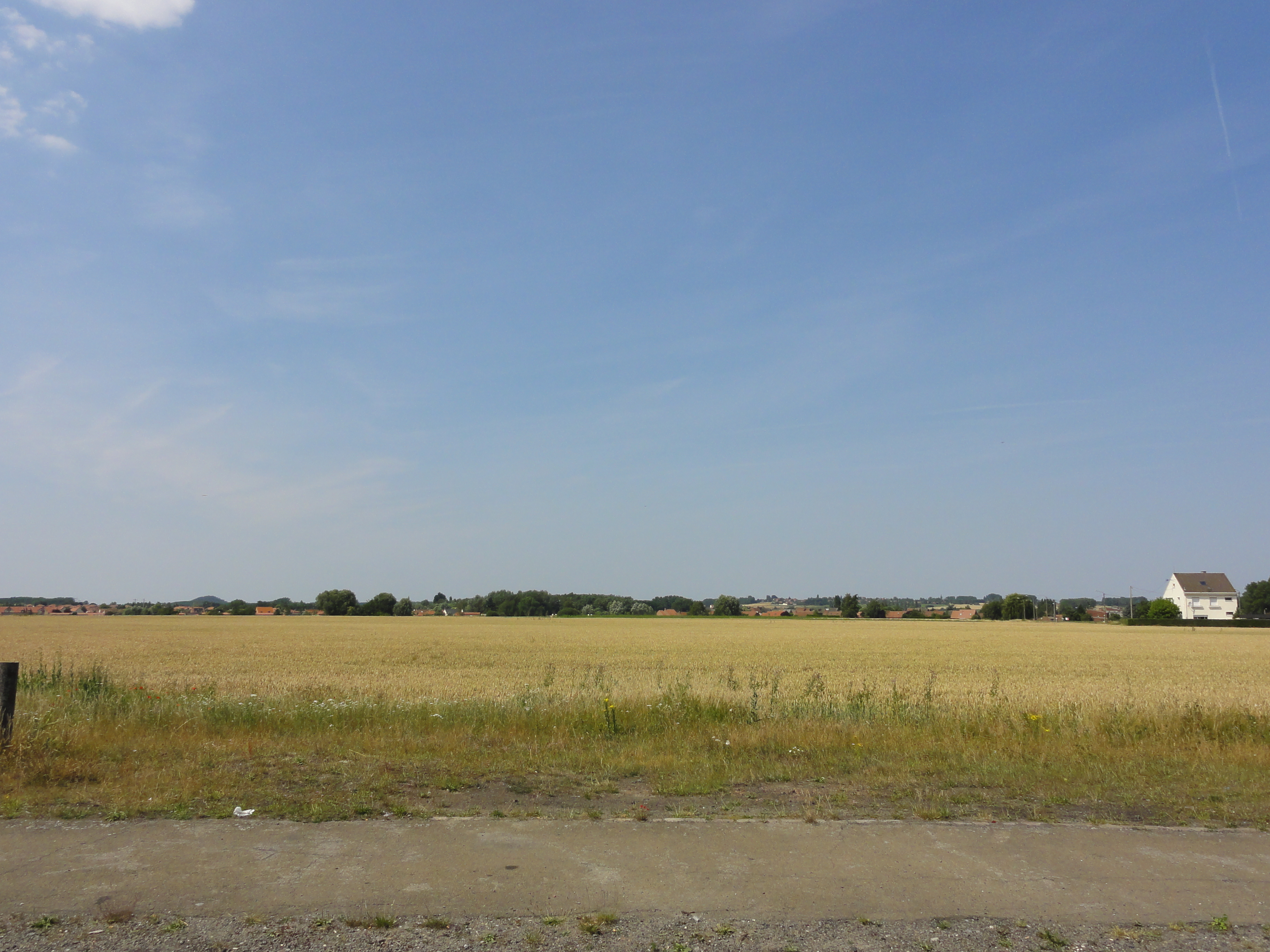
Le site du terril no 212A est dans ce champ.

## Les cités
La Compagnie des mines de l'Escarpelle a bâti des cités au nord et au sud de la fosse. Il s'agit de maisons groupées par deux et possédant un étage, voire un grenier. Ces deux modèles sont propres à la Compagnie. Il est ainsi possible de retrouver les mêmes habitations près d'autres fosses de la Compagnie. Après la Nationalisation, le nombre de logements étant suffisant, seuls huit maisons représentant seize habitations ont été construites dans la cité au sud de la fosse, au fond de la rue d'Abbeville.

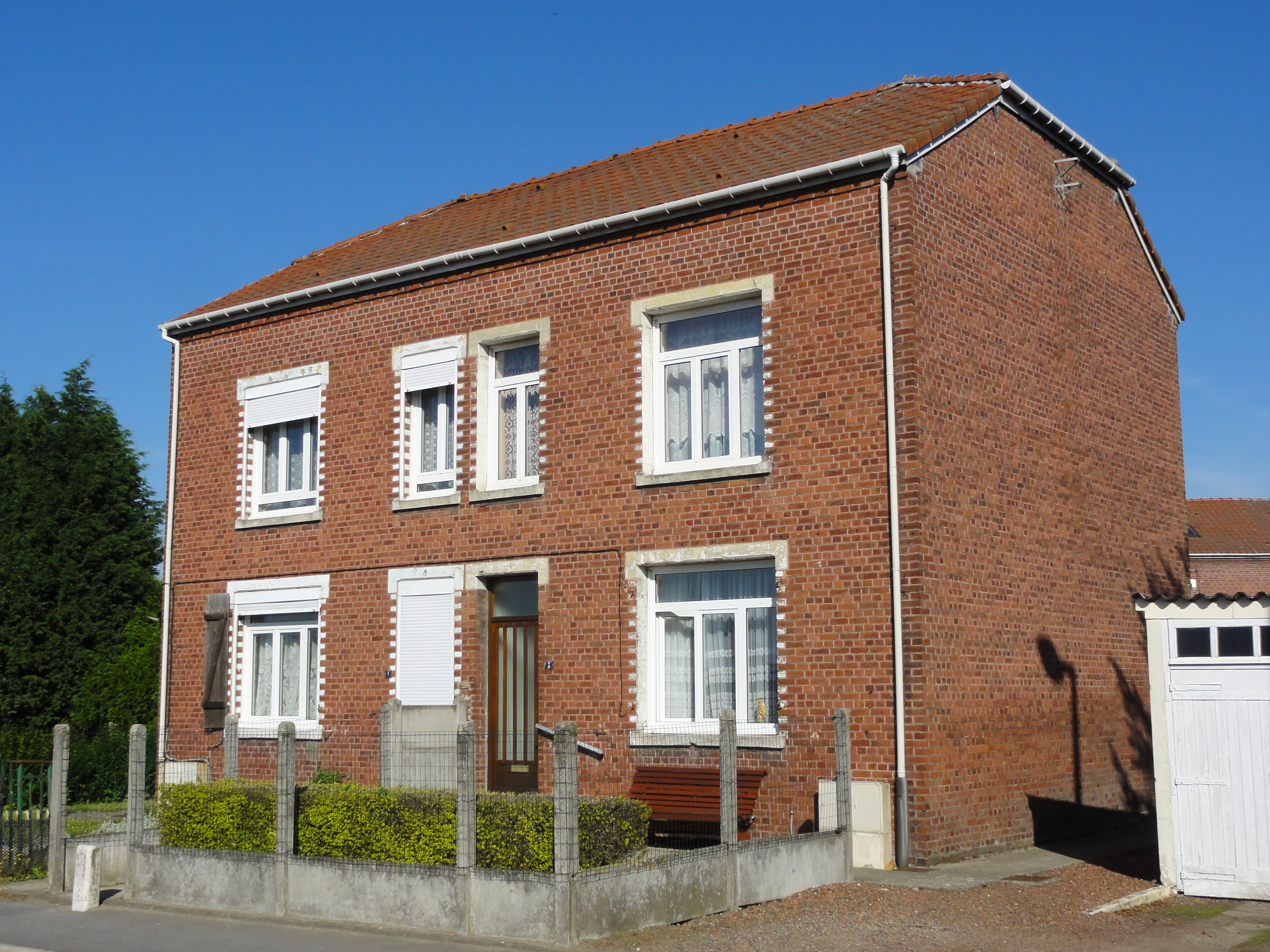
La cité au sud de la fosse.
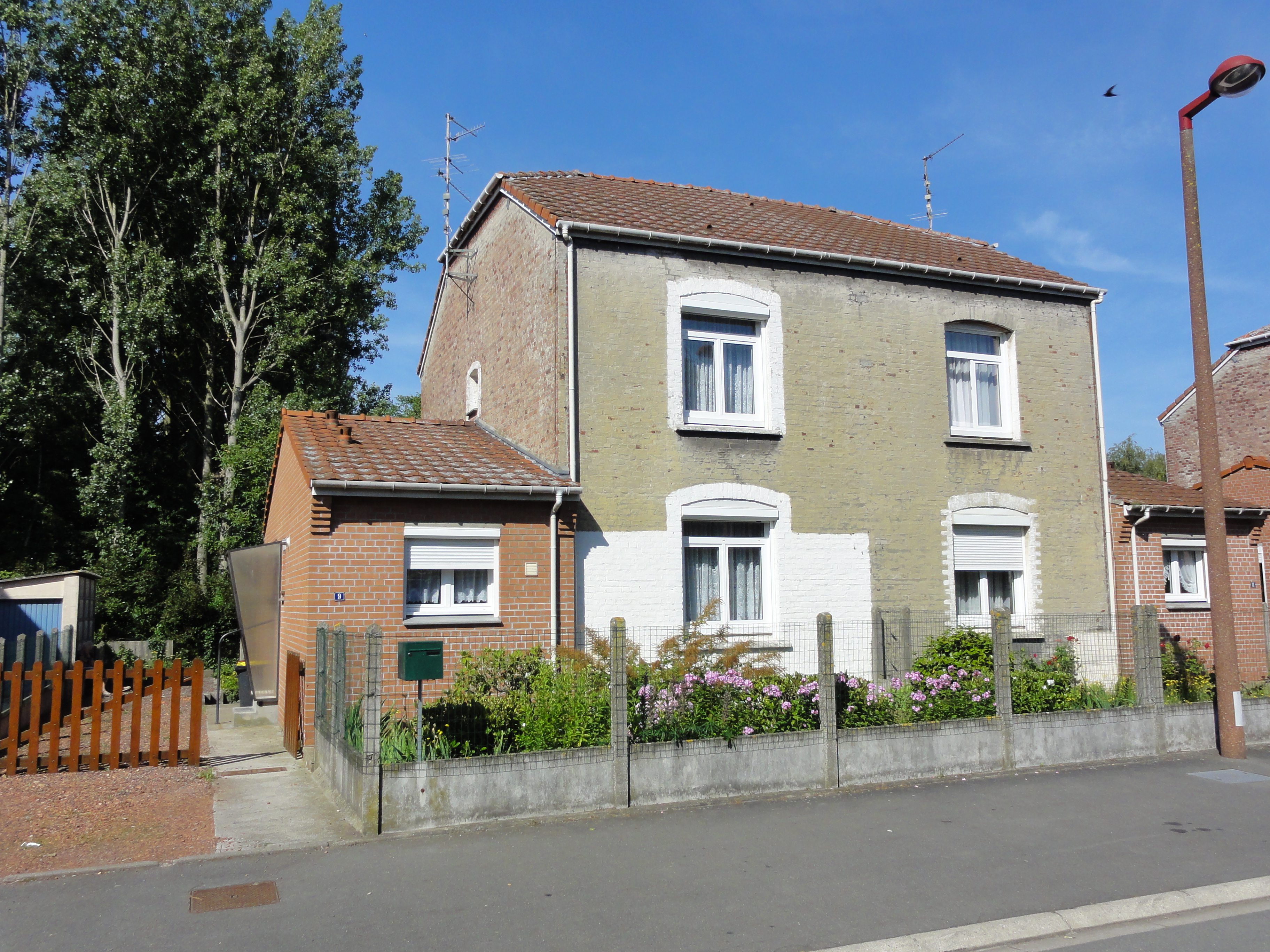
La cité au sud de la fosse.
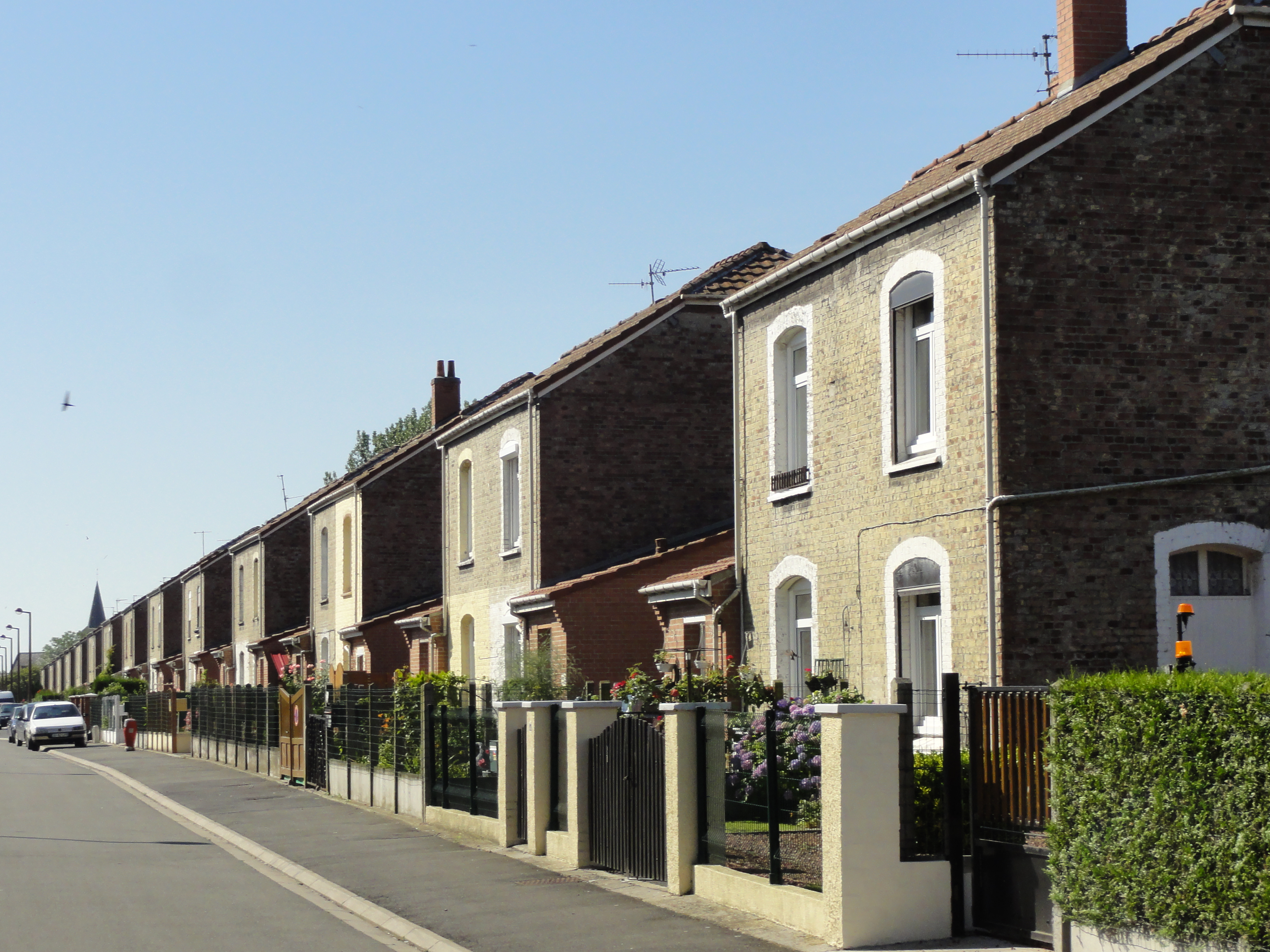
La cité au sud de la fosse.
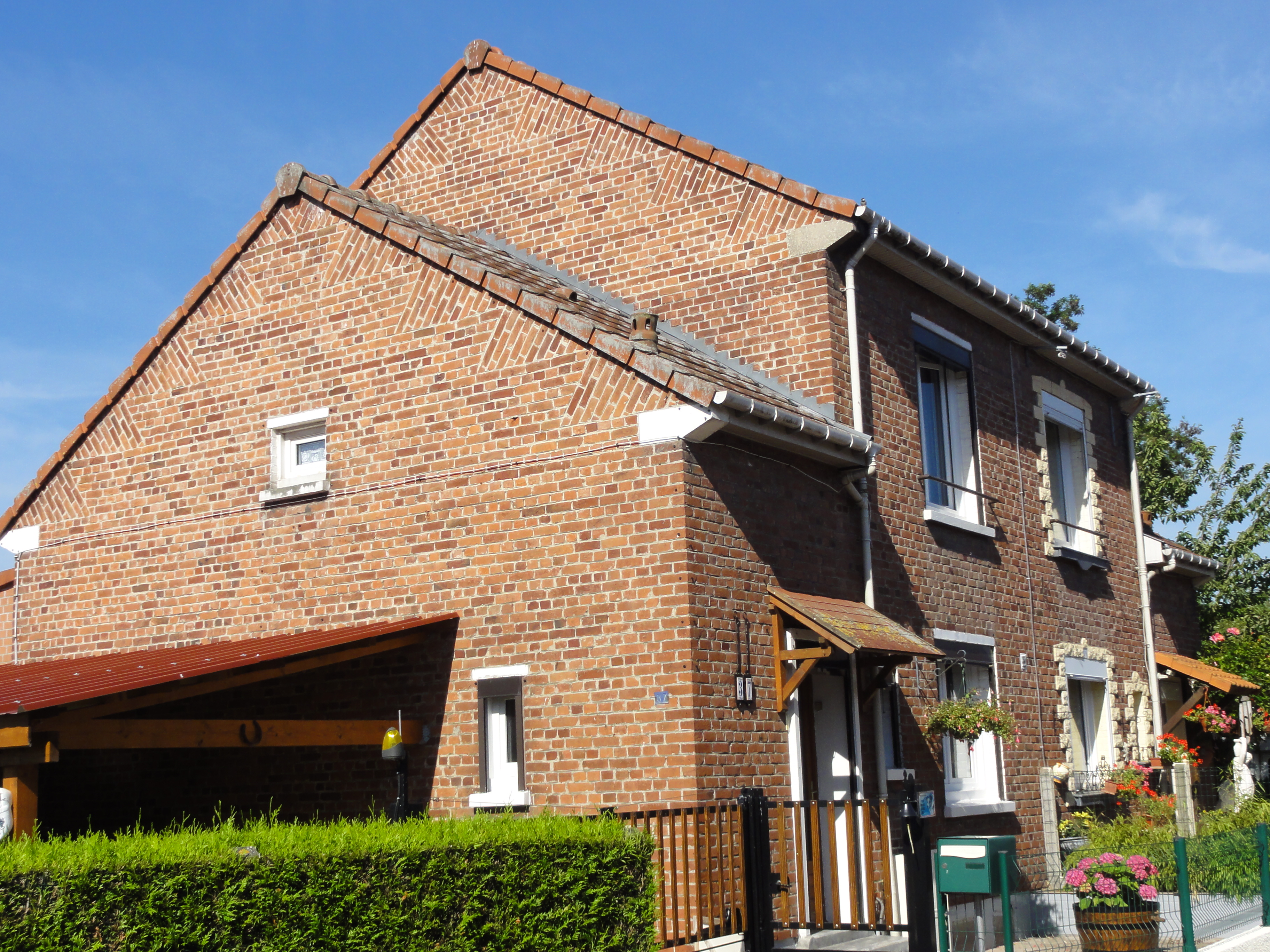
Habitations post-Nationalisation dans la cité au sud de la fosse.
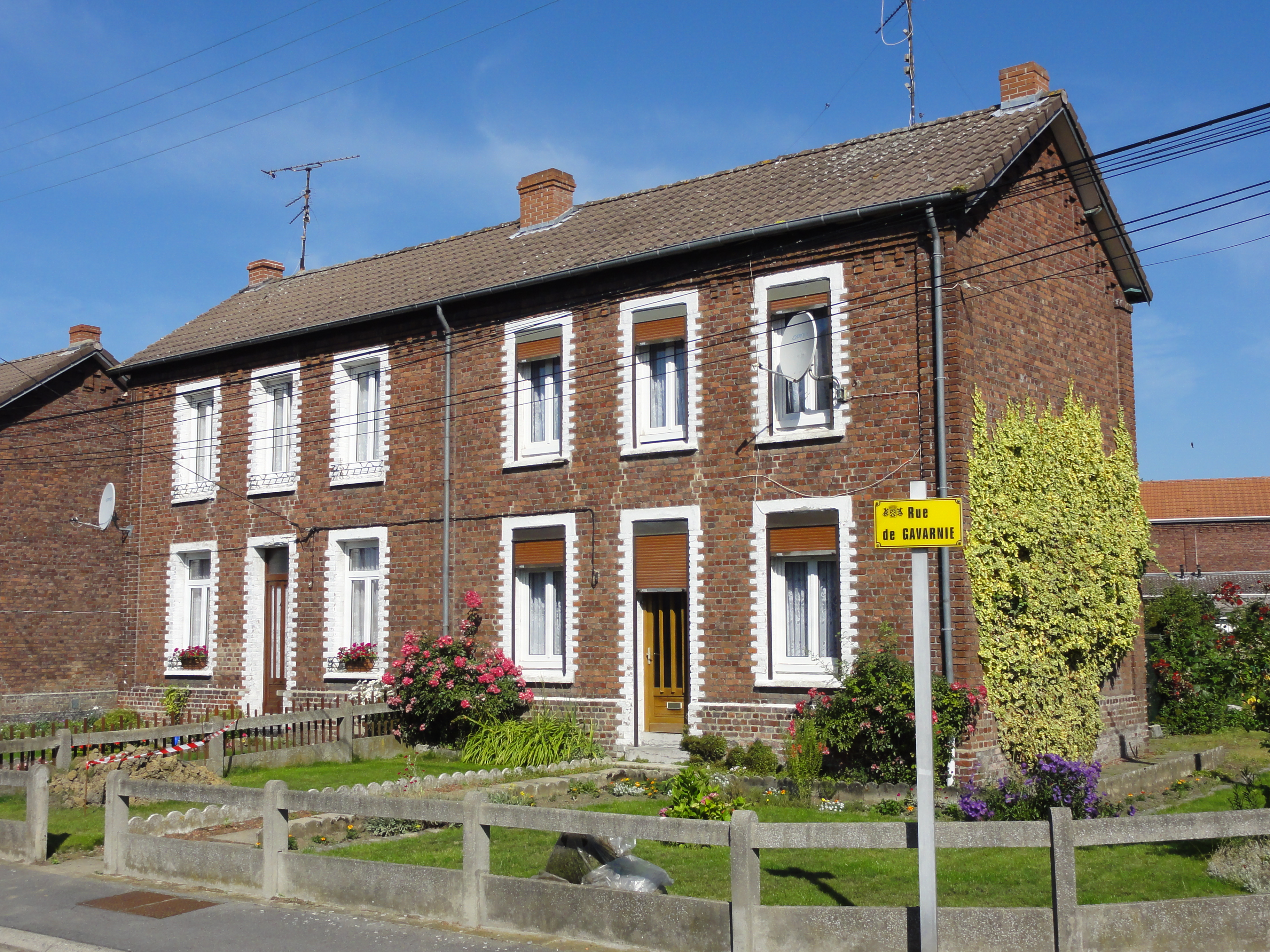
La cité au nord de la fosse.
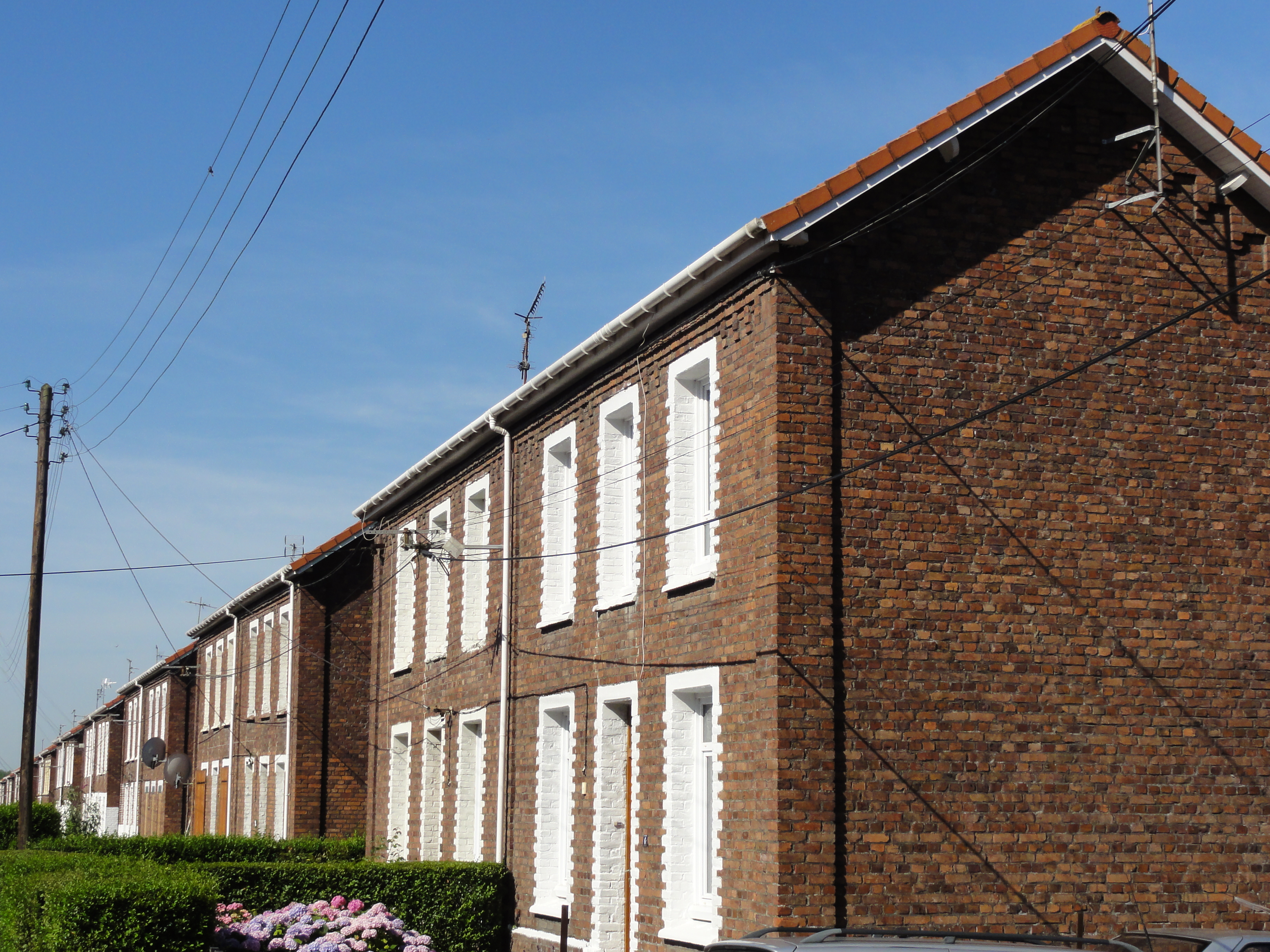
La cité au nord de la fosse.
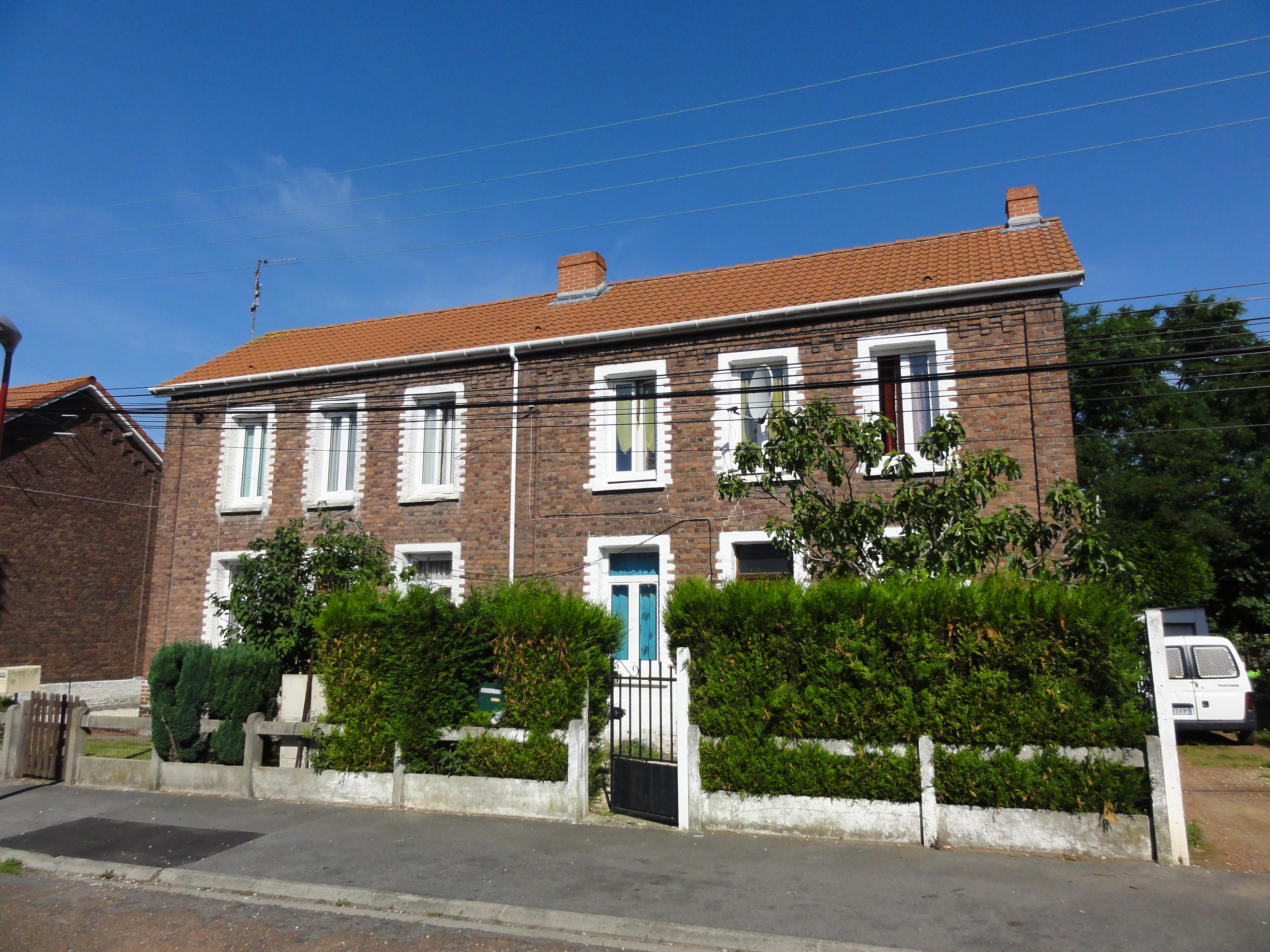
La cité au nord de la fosse.